# Baztan
Baztan är en kommun i Spanien.   Den ligger i provinsen Provincia de Navarra och regionen Navarra, i den nordöstra delen av landet, 300 km nordost om huvudstaden Madrid. Antalet invånare är 8 035. Arean är 374 kvadratkilometer.
Terrängen i Baztan är huvudsakligen lite bergig.